# جو بليك
جو بليك (بالإنجليزية: Joe Blake)‏ (1 أكتوبر 1882 في المملكة المتحدة - 23 فبراير 1931 بساوثهامبتون في المملكة المتحدة) هو لاعب كرة قدم بريطاني (وحمل سابقاً جنسية المملكة المتحدة لبريطانيا العظمى وأيرلندا) في مركز الهجوم. لعب مع توتنهام هوتسبير ونادي ساوثهامبتون وIlford F.C. ‏ وCowes Sports F.C. ‏ وThornycrofts (Woolston) F.C. ‏.